# Masacre de Port Arthur
La masacre de Port Arthur fue un tiroteo masivo ocurrido el 28 de abril de 1996 en la prisión colonial de Port Arthur, al sureste de la isla australiana de Tasmania. En el ataque murieron 35 personas —cuatro de ellas menores de edad— y otras 23 resultaron heridas, razón por la que es considerado el tiroteo más grave cometido por un solo hombre en la historia de Australia.
El perpetrador fue Martin Bryant, un joven de 29 años con discapacidad intelectual que supo huir del lugar y fue detenido al día siguiente, después de atrincherarse en un hotel cercano con un rehén. Para cometer los crímenes se valió de fusiles semiautomáticos que había comprado sin licencia, algo entonces posible porque Tasmania era uno de los estados más permisivos con la tenencia de armas.
La gravedad del caso sirvió para que el gobierno de Australia restringiese el derecho a poseer armas, en colaboración con todos los estados de la Mancomunidad. Desde entonces se ha prohibido la tenencia privada de armas semiautomáticas, se ha establecido un sistema de licencias estándar, y el permiso de armas queda limitado a la acreditación de «una razón verdadera» que excluye la autodefensa.

## Antecedentes
El responsable del tiroteo masivo de Port Arthur fue Martin Bryant, un joven de 28 años residente en un suburbio de Hobart, Tasmania (Australia). Desde muy joven se trataba de una persona con problemas para socializar y una inteligencia muy limitada, razón por la que le concedieron una pensión por discapacidad intelectual. Durante un tiempo estuvo trabajando como jardinero y así conoció a Helen Harvey, una de las pocas personas con las que mantuvo una relación de amistad. Cuando Harvey falleció en un accidente de tráfico en 1992, del que Bryant resultó herido como copiloto, heredó de ella más de medio millón de dólares australianos en bienes y propiedades.
El comportamiento de Bryant empeoró a raíz del suicidio de su padre Maurice en 1993, causado por un cuadro de ansiedad y depresión. Meses antes había intentado comprar un pequeño hotel llamado «Seascape», ubicado en la villa de Forcett, pero su oferta no pudo competir frente a la de los empresarios hoteleros David y Sally Martin. En un primer momento utilizó el dinero de la herencia para hacer viajes al extranjero y coleccionar armas, pero con el paso del tiempo llegó a cultivar un odio contra la sociedad, agravado por el consumo de alcohol y la frustración por no poder adquirir el hotel que su padre había anhelado.
Se cree que comenzó a preparar el tiroteo masivo con un mes de antelación, influido por la masacre de Dunblane que había sucedido en marzo de 1996. Después de estudiar varias opciones se decantó por la prisión colonial de Port Arthur, uno de los destinos turísticos más importantes del sur de Tasmania, así como parte de los sitios australianos de presidios.
En aquella época Tasmania no hacía registros de armas ni solicitaba antecedentes o psicotécnicos para comprarlas, por lo que Bryant no tuvo problemas en 1993 para adquirir un fusil Colt AR-15 sin licencia, ni en llevarlo a una tienda de reparación a pocas semanas del atentado. Tampoco había una política común sobre control de armas porque en Australia hay jurisdicciones territoriales: los estados de Queensland y Tasmania eran los más permisivos con el derecho a posesión, y el gobierno tasmanio había rechazado endurecer las restricciones en 1995.

## Reconstrucción de los hechos

### Asesinato en Seascape
En la mañana de 28 de abril de 1996, Martin Bryant se marchó al sureste de Tasmania en su coche, un Volvo 244, en el que había cargado un fusil semiautomático Colt AR-15, una escopeta automática, munición, y un bidón de gasolina. Antes de llegar a Port Arthur se detuvo sobre las 11:40 (UTC+10) en la posada Seascape, en aquel momento sin clientes. Allí mató a David y Sally Martin, los propietarios del hotel que el padre de Bryant no había podido comprar. Ambos son considerados las dos primeras víctimas de la masacre, aunque sus muertes fueron las últimas en descubrirse. Después de cometer el crimen, Bryant cerró el alojamiento y reanudó su marcha.

### Tiroteo en Port Arthur

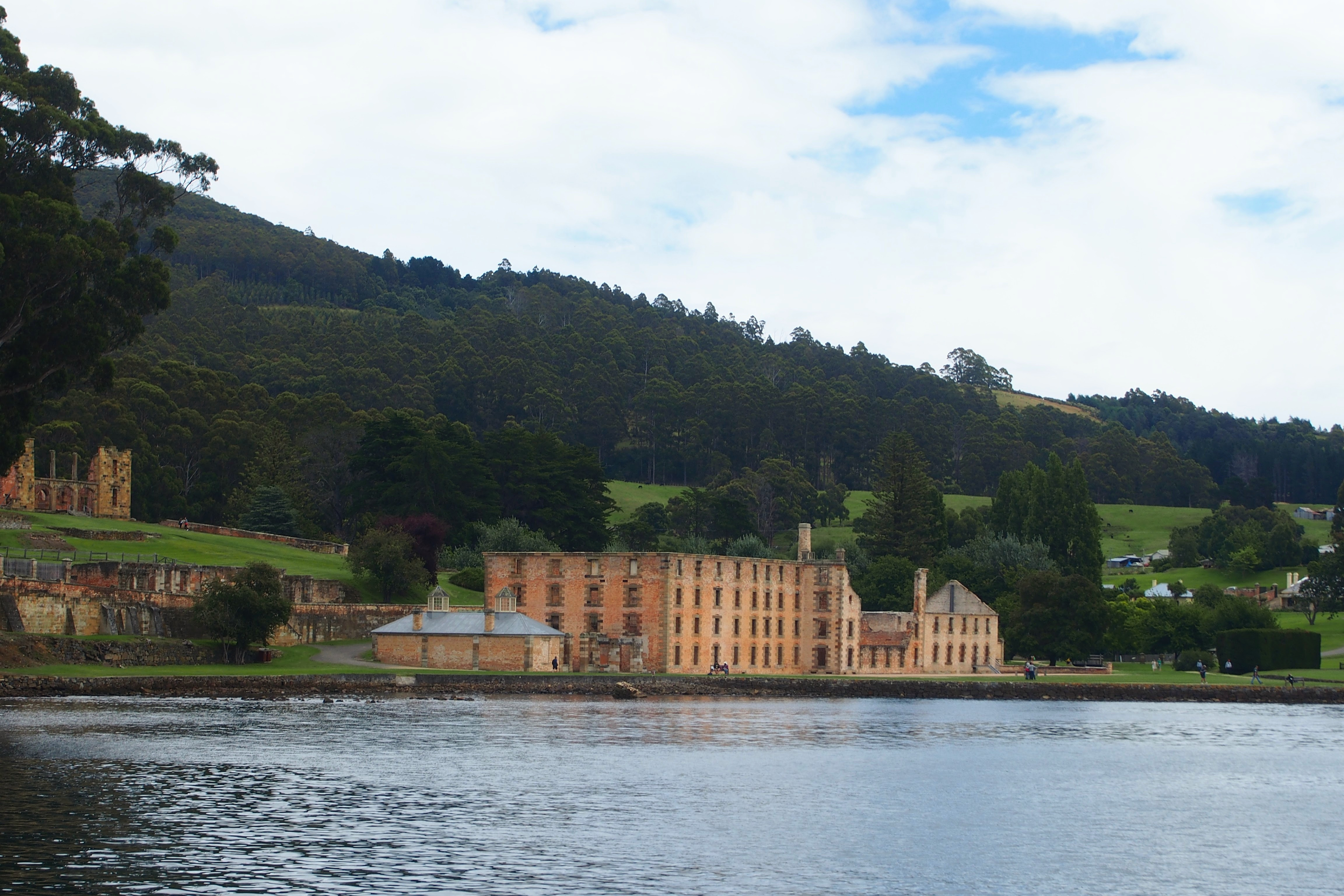
Alrededores de la prisión de Port Arthur, donde fallecieron 32 de las 36 víctimas.

A las 13:00 cruzó el peaje y pagó la entrada para acceder a la prisión colonial de Port Arthur, cargando una bolsa de deporte con armamento que no había pasado control de seguridad. El penal, ubicado en la península de Tasman, estaba lleno de turistas al ser domingo.
Después de un breve almuerzo en la cafetería, Martin sacó su fusil y empezó a disparar de forma indiscriminada. Algunos de los clientes creían que el sonido del tiroteo procedía de una recreación histórica en el exterior, por lo que tardaron en reaccionar. En menos de treinta segundos ya habían fallecido 12 personas y otras 10 resultaron heridas. Seguidamente Bryant se metió en la tienda de recuerdos, donde mató a otras 10 personas y tuvo tiempo para recargar el arma.
Algunos de los empleados pudieron escapar y alertar a los turistas de que se estaba produciendo un tiroteo masivo. Sin embargo, el perpetrador optó por dirigirse al aparcamiento y disparar contra varios autobuses turísticos que acababan de llegar. Luego condujo su coche, atacando por el camino a varios testigos, y después asesinó a los ocupantes de un BMW que terminaría robando para cruzar el peaje. En aquel momento habían fallecido 32 personas y otras 19 resultaron heridas.

### Secuestro y fuga
Tras salir de Port Arthur, Bryant se detuvo en una gasolinera y raptó a un hombre que estaba repostando. La acompañante, en el interior del otro coche, fue asesinada en el acto. La estación de servicio estaba llena de personas y el gerente cerró las puertas para ponerlos a salvo, pero no pudo detener al secuestrador porque este se dio a la fuga con el rehén en el maletero. Por el camino Bryant siguió disparando contra cualquier vehículo que se le cruzara, hasta regresar al hotel Seascape sobre las 14:00 horas. Seguidamente maniató a su rehén en una escalera e incendió el coche de la huida.

### Resolución
Los servicios de emergencia de la península de Tasman y la policía local usaban distintos sistemas de radio, de modo que las autoridades no recibieron la descripción de Bryant hasta las 13:20. Además debe tenerse en cuenta que la información era confusa, pues en un primer momento se creía que los propietarios del Seascape eran también rehenes. Dos policías locales se aproximaron a la zona sobre las 14:00, después de encontrar un vehículo en llamas similar al del aviso, pero tuvieron que huir de allí porque el delincuente comenzó a dispararles. Siete horas más tarde, el Grupo de Operaciones Especiales de Tasmania (SOG) rodeó el perímetro e inició una negociación para ganar tiempo.
Bryant fue arrestado al día siguiente, luego de haber prendido fuego a la casa con la intención de huir, y quedó bajo custodia policial mientras recibía tratamiento por quemaduras. En el registro de la vivienda el SOG descubrió los cadáveres del matrimonio Martin y el del único rehén, cuya autopsia desveló que había sido asesinado antes del incendio. De este modo, la cifra final de víctimas ascendió a 36 personas.

## Juicio
El juicio tuvo lugar entre octubre y noviembre de 1996 bajo una notable atención mediática. En las primeras declaraciones a la policía Bryant no solo no explicó su motivación para cometer la masacre, sino que ofreció respuestas contradictorias. En un primer momento negó haber cometido el tiroteo de Port Arthur, algo rápidamente desmentido por los numerosos testigos presenciales. También rechazó el asesinato de los ocupantes del BMW, pese a admitir que lo había robado. Por último, la defensa alegó una presunta enajenación mental por la discapacidad intelectual de su cliente, pero la estricta planificación que había seguido desmontó esta teoría. La investigación confirmó que había actuado en solitario, sin conocimiento de su círculo más cercano.
El jurado declaró a Bryant culpable de todos los cargos el 19 de noviembre de 1996. Tres días después el tribunal dictó sentencia con base en las numerosas acusaciones de asesinato, intento de asesinato, lesiones, asalto con violencia e incendio provocado.
Martin Bryant fue condenado a una pena de 35 cadenas perpetuas sin revisión. Desde 2015 permanece encarcelado en régimen de aislamiento en la prisión de Risdon Vale. En el Código Penal australiano, la cadena perpetua puede revisarse en función del delito cometido cuando pasan 25 años, pero nunca se ha aplicado en este caso. Tampoco le está permitido recibir visitas salvo de familiares directos, ni tener acceso a medios de comunicación.

## Consecuencias

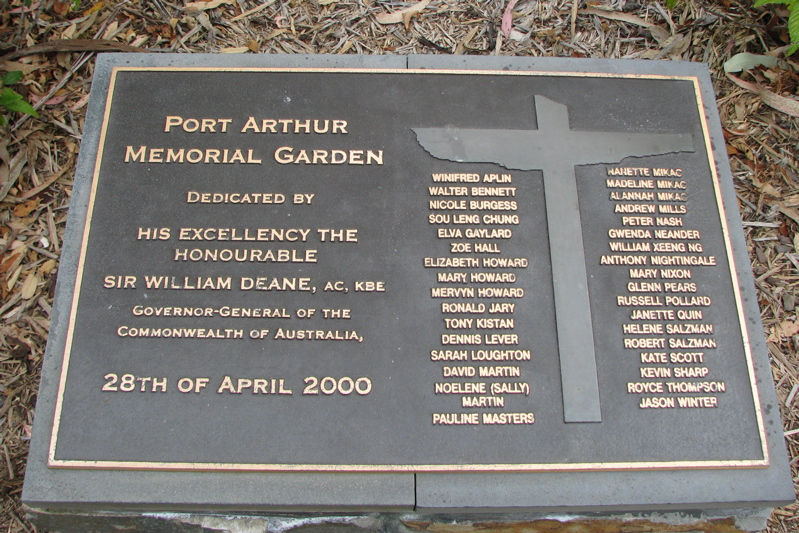
Placa conmemorativa de la masacre con los nombres de las víctimas

La masacre de Port Arthur conmocionó a la sociedad civil australiana y fue un punto de inflexión para restringir la posesión de armas. En solo tres meses, el primer ministro de Australia, John Howard, impulsó el Acuerdo Nacional sobre Armas de Fuego (National Firearms Agreement, NFA) con la colaboración de todos los estados de la Mancomunidad, incluidos Queensland y Tasmania. Además de establecer un sistema estándar de licencias, se prohibía la venta y tenencia libre de fusiles semiautomáticos, escopetas semiautomáticas y escopetas de corredera, las más utilizadas en tiroteos masivos. Para recuperarlas hubo un programa de recompra en el que se requisaron 650 000 armas. El plan fue aprobado con amplio consenso político y ha servido para reducir la tasa de crímenes, si bien no ha podido erradicarlos: en 2002 volvió a producirse un tiroteo en la Universidad de Monash, estado de Victoria, con un saldo de dos muertos y cinco heridos.
Hoy en día Australia permite la tenencia de armas si se posee un permiso y se acredita «una razón verdadera» que excluye la autodefensa.
Un aspecto muy comentado en la aprobación del NFA fue el estado mental de Bryant. El autor del atentado cobraba una pensión por discapacidad intelectual, y en su informe psiquiátrico se apunta un cociente intelectual de 64 puntos, muy por debajo de la media establecida en 90 puntos. Sin embargo, carecer de permiso de conducción y licencia de armas no le impidió tener su propio vehículo ni comprar un fusil, algo a lo que se puso freno con la nueva ley.
La prisión de Port Arthur reabrió sus puertas en mayo de 1996. Además de incrementar las medidas de seguridad, los responsables han erigido un monumento conmemorativo a las víctimas. Hoy en día el centro recibe más de 250 000 visitas al año, en su mayoría turistas nacionales, y desde 2010 ostenta el título de Patrimonio de la Humanidad.
A día de hoy, Port Arthur es la cuarta mayor masacre cometida por una sola persona a nivel mundial, superada por los atentados de Noruega de 2011 (77 muertos), los crímenes de 1982 en Uiryeong, Corea del Sur (57 muertos), y los atentados de Christchurch de 2019 (51 muertos).

## Adaptación al cine
En 2021 se estrenó una película australiana, Nitram, que abordaba la masacre de Port Arthur desde un punto de vista biográfico. Caleb Landry Jones interpretaba al protagonista, basado en Martin Bryant aunque con el nombre al revés para distinguirlo, mientras que el director era Justin Kurzel.
La cinta tuvo buena acogida por parte de la crítica y recibió numerosos galardones, entre ellos el Premio del Festival de Cannes y el del Festival de Sitges al mejor actor, en ambos casos para Caleb Landry Jones, así como ocho galardones de la Academia Australiana de Cine. No obstante, su rodaje causó controversia en Tasmania por el impacto que podía generar entre las víctimas del crimen; tan solo dos salas de la isla exhibieron la cinta, sin carteles ni publicidad.